# Kui Xing

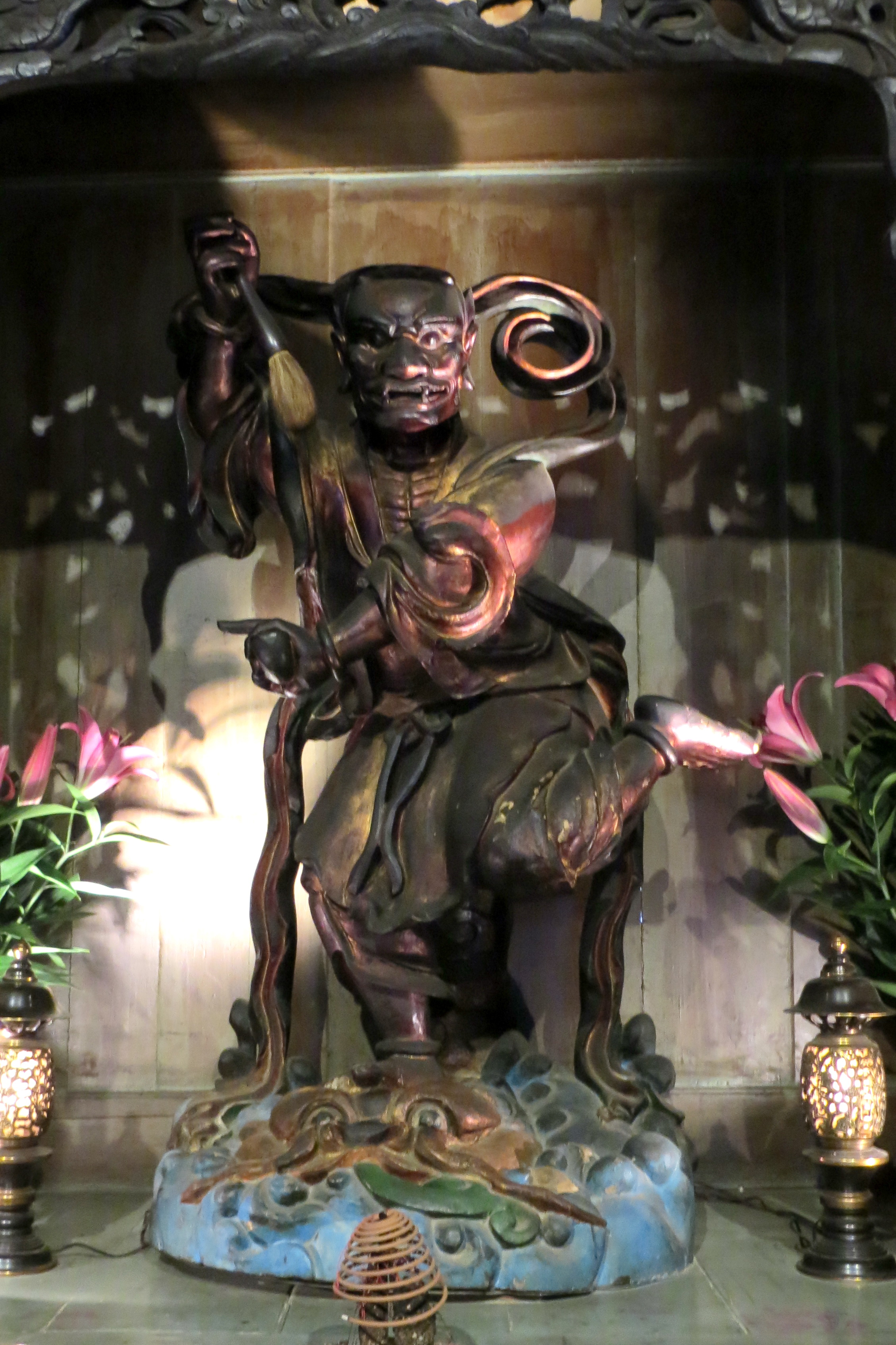
Estátua de Kui Xing

Kui Xing (chinês tradicional: 魁星; Pinyin: kuí xīng; Wade-Giles: K'uei Hsing) era uma divindade da mitologia chinesa dos exames e auxiliar de Wen Chang, deus da literatura. Kui Xing era um anão feio, porém inteligente, o qual se tornou patrono daqueles que prestavam exames imperiais. É normalmente retratado em pé sobre a cabeça de uma tartaruga, segurando uma caneta tinteiro.